# Cuirasse du carabinier Fauveau
La cuirasse du carabinier Fauveau est une cuirasse appartenant à François-Antoine Fauveau, cavalier français membre du 2e régiment de carabiniers lors de la bataille de Waterloo. Percée de part en part par un boulet de canon, provoquant la mort sur le coup de son propriétaire, elle est conservée au musée de l'Armée, à Paris.

## Description
La cuirasse est composée de tôle, laiton et cuir.
Elle est incomplète : il manque la matelassure, où se trouvaient les papiers du soldat (permettant peut-être d'identifier François-Antoine Fauveau), et le système de fixation n'est composé que d'une ceinture de cuir avec une boucle en laiton.
Le caractère exceptionnel de cette cuirasse vient des dégâts qu'elle a reçus, témoignant de l'histoire et du destin des soldats des armées napoléoniennes. En plus de l'impact de boulet de canon, il y a deux traces de balles d'armes à feu individuelles (pistolet ou fusil).

## Propriétaire
François-Antoine Fauveau est né le 18 janvier 1792 à Le Heaulme (Val-d'Oise). Beurrier de profession, il rejoint le corps d'élite des carabiniers.
Il est affecté le 21 mai 1815 au 2e régiment de carabiniers, 4e escadron, 4e compagnie. Il meurt un mois plus tard, le 18 juin 1815, lors de la bataille de Waterloo, à l'âge de 23 ans. En pleine charge, il est transpercé de face, de part en part, par un boulet de canon au niveau de la poitrine, sous l'épaule droite.

## Conservation

### Historique
Découverte par un cultivateur sur le site de la bataille, la cuirasse est acquise par le colonel Philippe Lichtenstein (1831-1892), descendant d'un officier impérial.
Le musée de l'Armée acquiert la cuirasse grâce à un don de Philippe Lichtenstein. Elle est identifiée avec le numéro d'inventaire 5077 I. Elle est exposée au deuxième étage de l'hôtel des Invalides, au « Département de Louis XIV à Napoléon III », dans la salle 37 ou des Cent-Jours.

### Expositions
La cuirasse est présentée lors de plusieurs expositions autour de Napoléon Ier, en France mais aussi à l'étranger.
Elle apparait lors de l'exposition « Napoléon » au Museo del Vidrio de Monterrey, au Mexique, du 15 février au 14 juin 2006.
Elle est exposée en Allemagne lors de « Napoléon, Trikolore und Kaiseradler über Rhein und Weser », exposition présentée au Preussen Museum de Wesel du 11 février au 9 avril 2007 puis à Minden du 6 mai au 1er juillet 2007. Elle est aussi présentée à Bonn lors de « Napoleon und Europa. Traum und Trauma » au Kunst- und Ausstellungshalle du 17 décembre 2010 au 25 avril 2011.
En France, elle fait partie de deux expositions au musée de l'Armée : « Napoléon et l'Europe » du 27 mars au 14 juillet 2013 et « Napoléon Stratège » du 6 avril au 22 juillet 2018.